# Andorra op de Olympische Winterspelen 2022
Andorra nam deel aan de Olympische Winterspelen 2022 in Peking in China.

## Deelnemers en resultaten

### Alpineskiën
Maximaal vier deelnemers per onderdeel
Mannen
| Naam           | Onderdeel    | 1e run  | 1e run | 2e run  | 2e run | Totaal  | Totaal |
| Naam           | Onderdeel    | Tijd    | Rang   | Tijd    | Rang   | Tijd    | Rang   |
| -------------- | ------------ | ------- | ------ | ------- | ------ | ------- | ------ |
| Joan Verdu (3) | Reuzenslalom | 1:04.48 | 13     | 1:06.80 | 3      | 2:11.28 | 9      |
| Joan Verdu (3) | Super G      | n.v.t.  | n.v.t. | n.v.t.  | n.v.t. | 1:22.92 | 22     |

Vrouwen
| Naam         | Onderdeel         | 1e run  | 1e run | 2e run  | 2e run | Totaal  | Totaal |
| Naam         | Onderdeel         | Tijd    | Rang   | Tijd    | Rang   | Tijd    | Rang   |
| ------------ | ----------------- | ------- | ------ | ------- | ------ | ------- | ------ |
| Cande Moreno | Alpine combinatie | 1:34.05 | 16     | 1:00.29 | 14     | 2:34.34 | 12     |
| Cande Moreno | Afdaling          | n.v.t.  | n.v.t. | n.v.t.  | n.v.t. | DNF     | DNF    |
| Cande Moreno | Super G           | n.v.t.  | n.v.t. | n.v.t.  | n.v.t. | 1:16.72 | 30     |

### Langlaufen
Maximaal vier deelnemers per onderdeel
Lange afstanden
Mannen
| Naam                        | Onderdeel             | Uitslag   | Uitslag |
| Naam                        | Onderdeel             | Tijd      | Rang    |
| --------------------------- | --------------------- | --------- | ------- |
| Irineu Esteve Altimiras (2) | 15 km klassieke stijl | 40:39.4   | 24      |
| Irineu Esteve Altimiras (2) | 30 km skiatlon        | 1:21:08.2 | 20      |
| Irineu Esteve Altimiras (2) | 50 km vrije stijl     | 1:15:09.8 | 25      |

Vrouwen
| Naam               | Onderdeel             | Uitslag   | Uitslag |
| Naam               | Onderdeel             | Tijd      | Rang    |
| ------------------ | --------------------- | --------- | ------- |
| Carola Vila Obiols | 10 km klassieke stijl | 31:45.0   | 47      |
| Carola Vila Obiols | 15 km skiatlon        | 50:28.8   | 47      |
| Carola Vila Obiols | 30 km vrije stijl     | 1:39:18.1 | 48      |

### Snowboarden
Snowboardcross
| Naam          | Onderdeel | Plaatsingsronde | Plaatsingsronde | Achtste finale | Kwartfinale    | Halve finale   | Finale         | Finale |
| Naam          | Onderdeel | Run 1           | Run 1           | Achtste finale | Kwartfinale    | Halve finale   | Finale         | Finale |
| Naam          | Onderdeel | Tijd            | Rang            | Plaats         | Plaats         | Plaats         | Plaats         | Rang   |
| ------------- | --------- | --------------- | --------------- | -------------- | -------------- | -------------- | -------------- | ------ |
| Maeva Estevez | Vrouwen   | DNF             | 31              | DNS            | niet geplaatst | niet geplaatst | niet geplaatst | 31     |

Albanië · Amerikaans-Samoa · Amerikaanse Maagdeneilanden · Andorra · Argentinië · Armenië · Australië · Azerbeidzjan · België · Bolivia · Bosnië en Herzegovina · Brazilië · Bulgarije · Canada · Chili · China · Chinees Taipei · Colombia · Cyprus · Denemarken · Duitsland · Ecuador · Eritrea · Estland · Filipijnen · Finland · Frankrijk · Georgië · Ghana · Griekenland · Groot-Brittannië · Haïti · Hongarije · Hongkong · Ierland · IJsland · India · Iran · Israël · Italië · Jamaica · Japan · Kazachstan · Kirgizië · Kosovo · Kroatië · Letland · Libanon · Liechtenstein · Litouwen · Luxemburg · Madagaskar · Maleisië · Malta · Marokko · Mexico · Moldavië · Monaco · Mongolië · Montenegro · Nederland · Nieuw-Zeeland · Nigeria · Noord-Macedonië · Noorwegen · Oekraïne · Oezbekistan · Oost-Timor · Oostenrijk · Pakistan · Peru · Polen · Portugal · Puerto Rico · Roemenië · San Marino · Saoedi-Arabië · Servië · Slovenië · Slowakije · Spanje · Thailand · Trinidad en Tobago · Tsjechië · Turkije · Verenigde Staten · Wit-Rusland · Zuid-Korea · Zweden · Zwitserland
Russische ploeg